# Chthonius pagus
Espèce
Chthonius pagus est une espèce de pseudoscorpions de la famille des Chthoniidae.

## Distribution
Cette espèce est endémique de Croatie. Elle se rencontre dans la grotte Ivča Jama sur Pag.

## Description
Le mâle holotype mesure 1,915 mm et la femelle paratype 2,01 mm.

## Étymologie
Son nom d'espèce lui a été donné en référence au lieu de sa découverte, Pag en Croatie.

## Publication originale
- Ćurčić, Rađa & Dimitrijević, 2012 : On two new cave pseudoscorpions, Chthonius (Chthonius) pagus n.sp. (Chthoniidae) and Roncus navalia n.sp. (Neobisiidae), from the island of Pag, Croatia. Archives of Biological Sciences, vol. 64, no 4, p. 1555-1565.